# Milenko Veljković
Milenko Veljković (Kruševac, Serbia, 20 de septiembre de 1995) es un jugador de baloncesto serbio, mide 216 cm y juega en la posición de pívot y actualmente se encuentra sin equipo.

## Trayectoria
Comenzó su carrera en el OKK Kruševac de su ciudad natal y en 2012 firmó por KK Mega Basket, equipo en el que permanece hasta la temporada 2016/17 que firma por el KK Mladost Zemun de la ABA Liga. 
En la 2017/18 juega en el KK Vrsac Swisslion  y comienza la temporada 2018/19 en el OKK Beograd, también de la liga serbia.
El 26 de febrero de 2019, se compromete con el Chocolates Trapa Palencia de la LEB Oro, club por el que fichó hasta el final de la temporada.